# SUMMER TOUR 2007 FINAL Time -コトバノチカラ-
『SUMMER TOUR 2007 FINAL Time -コトバノチカラ-』（サマー ツアー 2007 ファイナル タイム コトバノチカラ）は、日本の男性アイドルグループ・嵐のライブ・ビデオ。2008年4月16日にJ Stormから発売された。

## 概要
2007年7月から10月まで行われた全国ツアー『ARASHI SUMMER TOUR 2007 Time -コトバノチカラ-』から、ツアー最終公演となる10月8日開催の東京ドーム公演を収録（7月31日開催の横浜アリーナ公演も一部収録）。
2009年頃から売上が伸び、第23回日本ゴールドディスク大賞にて「ザ・ベスト・ミュージックビデオ」にランクインした。
本作収録の「Oh Yeah!」、「Love Situation」は、後に5thベストアルバム「5×20 All the BEST!! 1999-2019」初回限定盤2特典DVD「ARASHI LIVE CLIPS」にも収録された。
また10月7日の東京ドーム公演では宇多田ヒカルが観客として来演し、自身のブログでうちわの写真を投稿した。

## 収録曲

### 本編映像
※DVDではDisc 1に1〜28、Disc 2に29〜36を収録。Blu-rayではDisc 1に1〜33、Disc 2に34〜36を収録。
1. OVERTURE
2. Everybody前進
3. Di-Li-Li
4. きっと大丈夫
5. Oh Yeah!
6. Friendship - 相葉雅紀
7. Can't Let You Go - 櫻井翔
8. 時代
9. Yes? No?
10. CARNIVAL NIGHT part2
11. 虹 - 二宮和也
12. 太陽の世界
13. WAVE
14. Love Situation
15. a Day in Our Life
16. ハダシの未来
17. Hero
18. Yabai-Yabai-Yabai - 松本潤
19. Song for me - 大野智
20. Cry for you
21. 言葉より大切なもの
22. 感謝カンゲキ雨嵐
23. 君のために僕がいる
24. PIKA★★NCHI DOUBLE
25. A・RA・SHI
26. サクラ咲ケ
27. Be with you
28. Happiness
29. We can make it!
30. ファイトソング
31. WISH
32. Love so sweet
33. Future
34. ROCK YOU
35. NA! NA! NA!!
36. 感謝カンゲキ雨嵐

### 特典映像
Disc 2
1. MC
2. Ultra Music Power - Hey! Say! JUMP
3. 風
4. ファイトソング（7月31日横浜アリーナ公演より）

## ツアー日程
- 全国ツアー「ARASHI SUMMER TOUR 2007 Time -コトバノチカラ-」（☆は、追加公演。★は、再追加公演。★★は、再々追加公演。尚、9月22日、23日の横浜公演は、ドーム公演開催決定により公演中止。希望者はドーム公演へ振り替えられた。）

|        | 開催日時 | 開演時間 | 会場                                                          |
| 2007年 | 2007年   | 2007年   | 2007年                                                        |
| ------ | -------- | -------- | ------------------------------------------------------------- |
| 1      | 07月14日 | 18:30    | 大阪城ホール                                                  |
| 1      | 07月15日 | 13:00    | 大阪城ホール                                                  |
| 1      | 07月15日 | 17:00    | 大阪城ホール                                                  |
| 1      | 07月16日 | 11:00    | 大阪城ホール                                                  |
| 1      | 07月16日 | 15:00    | 大阪城ホール                                                  |
| 2      | 07月21日 | 18:30☆   | 北海道立総合体育センター                                      |
| 2      | 07月22日 | 13:00    | 北海道立総合体育センター                                      |
| 2      | 07月22日 | 17:00    | 北海道立総合体育センター                                      |
| 3      | 07月28日 | 18:30☆   | 横浜アリーナ                                                  |
| 3      | 07月29日 | 13:00    | 横浜アリーナ                                                  |
| 3      | 07月29日 | 17:00    | 横浜アリーナ                                                  |
| 3      | 07月30日 | 14:30    | 横浜アリーナ                                                  |
| 3      | 07月31日 | 14:30    | 横浜アリーナ                                                  |
| 3      | 07月31日 | 18:30    | 横浜アリーナ                                                  |
| 3      | 08月01日 | 14:30    | 横浜アリーナ                                                  |
| 3      | 08月01日 | 18:30    | 横浜アリーナ                                                  |
| 4      | 08月05日 | 13:00    | 長野市若里多目的スポーツアリーナ （ビッグハット）             |
| 4      | 08月05日 | 17:00    | 長野市若里多目的スポーツアリーナ （ビッグハット）             |
| 5      | 08月08日 | 14:00    | 石川県産業展示館                                              |
| 5      | 08月08日 | 18:30    | 石川県産業展示館                                              |
| 6      | 08月11日 | 14:30★   | 広島県立総合体育館 （広島グリーンアリーナ）                   |
| 6      | 08月11日 | 18:30☆   | 広島県立総合体育館 （広島グリーンアリーナ）                   |
| 6      | 08月12日 | 12:00    | 広島県立総合体育館 （広島グリーンアリーナ）                   |
| 6      | 08月12日 | 16:00    | 広島県立総合体育館 （広島グリーンアリーナ）                   |
| 7      | 08月14日 | 14:30    | マリンメッセ福岡                                              |
| 7      | 08月14日 | 18:30    | マリンメッセ福岡                                              |
| 8      | 08月17日 | 14:30    | 鹿児島アリーナ                                                |
| 8      | 08月17日 | 18:30    | 鹿児島アリーナ                                                |
| 9      | 08月21日 | 14:30★   | 名古屋市総合体育館 （日本ガイシ スポーツプラザ ガイシホール） |
| 9      | 08月21日 | 18:30    | 名古屋市総合体育館 （日本ガイシ スポーツプラザ ガイシホール） |
| 9      | 08月22日 | 14:30    | 名古屋市総合体育館 （日本ガイシ スポーツプラザ ガイシホール） |
| 9      | 08月22日 | 18:30    | 名古屋市総合体育館 （日本ガイシ スポーツプラザ ガイシホール） |
| 10     | 08月25日 | 18:30☆   | 宮城県総合運動公園総合体育館 （ホットハウススーパーアリーナ） |
| 10     | 08月26日 | 13:00    | 宮城県総合運動公園総合体育館 （ホットハウススーパーアリーナ） |
| 10     | 08月26日 | 17:00    | 宮城県総合運動公園総合体育館 （ホットハウススーパーアリーナ） |
| 11     | 08月29日 | 14:30☆   | 浜松アリーナ                                                  |
| 11     | 08月29日 | 18:30☆   | 浜松アリーナ                                                  |
| 11     | 08月30日 | 14:30    | 浜松アリーナ                                                  |
| 11     | 08月30日 | 18:30    | 浜松アリーナ                                                  |
| 12     | 09月01日 | 14:30☆   | 朱鷺メッセ 新潟コンベンションセンター                         |
| 12     | 09月01日 | 18:30☆   | 朱鷺メッセ 新潟コンベンションセンター                         |
| 12     | 09月02日 | 13:00    | 朱鷺メッセ 新潟コンベンションセンター                         |
| 12     | 09月02日 | 17:00    | 朱鷺メッセ 新潟コンベンションセンター                         |
| －     | 09月22日 | 14:30☆   | 横浜アリーナ                                                  |
| －     | 09月22日 | 18:30☆   | 横浜アリーナ                                                  |
| －     | 09月23日 | 13:00☆   | 横浜アリーナ                                                  |
| －     | 09月23日 | 17:30☆   | 横浜アリーナ                                                  |
| 13     | 09月23日 | 18:00★★  | 大阪ドーム （京セラドーム大阪）                               |
| 13     | 09月24日 | 14:00★★  | 大阪ドーム （京セラドーム大阪）                               |
| 14     | 10月07日 | 18:00★★  | 東京ドーム                                                    |
| 14     | 10月08日 | 18:00★★  | 東京ドーム                                                    |